# Орбан, Лукас
Лукас Альфонсо Орбан (исп. Lucas Alfonso Orbán; родился 3 февраля 1989, Буэнос-Айрес, Аргентина) — аргентинский футболист, левый защитник.

## Клубная карьера
Орбан — воспитанник футбольной академии клуба «Ривер Плейт». 25 мая 2009 года в матче против «Индепендьенте» он дебютировал в аргентинской Примере. В первом же сезоне Орбан выиграл чемпионат. Лукас редко попадал в основу, поэтому в 2011 году он на правах аренды перешёл в «Тигре». 18 ноября в поединке против «Ньюэллс Олд Бойз» он дебютировал за новый клуб. По окончании срока аренды «Тигре» выкупил трансфер Орбана. 20 августа 2012 года в матче против своего бывшего клуба «Ривер Плейта» Лукас забил свой первый гол в чемпионате Аргентины.
Летом 2013 года Орбан перешёл во французский «Бордо», подписав контракт на четыре года. 13 сентября в поединке против «Пари Сен-Жермен» он дебютировал в Лиге 1. В первом же сезоне Лукас помог жирондинцам дойти до финала Кубка Франции.
Летом 2014 года Орбан перешёл в испанскую «Валенсию». Сумма трансфера составила 3,5 млн евро. 23 августа в матче против «Севильи» он дебютировал в Ла Лиге, заменив во втором тайме Андре Гомеша. В этом же поединке Лукас забил свой первый гол за «Валенсию». Во втором сезоне Орбан стал редко выходить на поле и в начале 2016 года на правах аренды перешёл в «Леванте». 14 февраля в матче против «Эйбара» он дебютировал за новый клуб. Сыграв всего в трёх поединках, Лукас вернулся в «Валенсию» после окончания аренды.
Летом 2016 года Орбан перешёл в итальянский «Дженоа». 18 сентября в матче против «Сассуоло» он дебютировал в итальянской Серии A. Летом 2017 года Орбан вернулся на родину подписав контракт с «Расингом» из Авельянеды. 27 августа в матче против «Сан-Лоренсо де Альмагро» он дебютировал за новую команду.
В середине 2021 года Лукас Орбан был отстранён от основного состава «Расинга» из-за конфликта с Хуаном Антонио Пицци. У игрока действует контракт, но он не заявлен ни в один из турниров, в которых участвует «академия».

## Международная карьера
16 ноября 2013 году в товарищеском матче против сборной Эквадора Орбан дебютировал за сборную Аргентины.

## Достижения
Командные
 «Ривер Плейт»
- Чемпионат Аргентины по футболу — Клаусура 2008